# Ansiktet
Ansiktet är en svensk dramafilm från 1958 med manus och regi av Ingmar Bergman. Filmen är inspirerad av G.K. Chestertons pjäs Magic från 1913.

## Handling
Filmen utspelar sig i Stockholm i mitten av 1800-talet, när hypnotisören Vogler (Max von Sydow) med sällskap kommer till staden och det blir en konfrontation mellan pseudovetenskap och vetenskap. Vetenskapen representeras av Vergerus (Gunnar Björnstrand).

## Om filmen
Ansiktet har visats i SVT, bland annat 1977, 1983, 2001, i juni 2020, i juli 2022 och i augusti 2024.

## Rollista i urval
- Max von Sydow – Albert Emanuel Vogler, magnetisör
- Ingrid Thulin – Manda Vogler, hans hustru, förklädd till herr Aman
- Gunnar Björnstrand – Anders Vergerus, medicinalråd
- Naima Wifstrand – Albert Voglers mormor, trollkäring
- Bengt Ekerot – Johan Spegel, skådespelare
- Bibi Andersson – Sara, piga hos Egermans
- Gertrud Fridh – Ottilia Egerman
- Lars Ekborg – Simson, Voglers kusk
- Toivo Pawlo – Frans Starbeck, polismästare
- Erland Josephson – konsul Abraham Egerman, Ottilias make
- Åke Fridell – Tubal, Voglers medhjälpare
- Sif Ruud – Sofia Garp, kokerska hos Egermans
- Oscar Ljung – Antonsson, kusk hos Egermans
- Ulla Sjöblom – Henrietta Starbeck, polismästare Starbecks hustru
- Axel Düberg – Rustan, betjänt hos Egermans
- Birgitta Pettersson – Sanna, lillpiga hos Egermans

## Musik i filmen
- "Soldaten stod vid sitt gevär", kompositör Erik Nordgren, text Ingmar Bergman, sång Naima Wifstrand
- "Guds ord löften ej kunna svika", kompositör och text Johan Holmstrand, instrumental
- "Sankt Örjanslåten", instrumental
- "Kungssången (Ur svenska hjärtans djup)", kompositör Otto Lindblad, text Talis Qualis, instrumental